# Zantaenia idahona
Zantaenia idahona är en mångfotingart som beskrevs av Chamberlin 1960. Zantaenia idahona ingår i släktet Zantaenia och familjen storjordkrypare. Inga underarter finns listade i Catalogue of Life.